# Justus Philipp Rommel
Justus Philipp Rommel (* 18. September 1753 in Homberg (Efze); † 5. September 1837 in Kassel) war ein deutscher evangelischer Theologie und Generalsuperintendent.

## Leben
Justus Rommel wurde als Sohn des Kantors Johann Sebastian Rommel geboren und erhielt durch ihn seinen ersten Unterricht. Von 1768 bis 1772 absolvierte er an der Philipps-Universität Marburg ein Studium der Theologie. Sein erstes Amt hatte er ab 1776 als Garnisonsprediger in Kassel, rückte aber noch im selben Jahr zum 2. Prediger an der Magdalenenkirche in der Kasseler Unterneustadt auf. Ab 1780 amtierte er als 1. Prediger und zugleich als Metropolitan der Klasse Kaufungen. 1785 ernannte Landgraf Wilhelm I. ihn zum Hofprediger. 
1787 wurde er Konsistorialrat und am 17. Juni 1795 durch die überwiegende Mehrheit der Prediger zum Superintendenten gewählt. Damit nahm er auch die Stelle als Oberhofprediger ein.
Mit der Ernennung zum Generalsuperintendenten im Jahre 1814 wurde er zum obersten geistlichen Aufsichtsbeamten im Kurfürstentum Hessen. Von 1814 bis 1821 war er auch Direktor des Oberschulrats. 1831 übernahm er den Vorsitz der Kirchenkommission zur Einberufung einer Generalsynode. 

### Familie
1778 heiratete er Maria Margaretha Cnyrim (1758–1849). Aus der Ehe sind die Kinder Philipp (1779–1841, Geheimer Kabinettsrat), Christoph (1781–1859, Historiker), Theodor Daniel Karl (1793–1868, Generalleutnant), Christian (1798–1857, Gerichtsdirektor) und Gustav Adolf (1803–1868, Geheimer Oberfinanzrat) hervorgegangen. 

### Auszeichnungen
- 1816 Verleihung der Ehrendoktorwürde durch die Universität Marburg
- Nassauischer Hausorden vom Goldenen Löwen